# Pandemia de COVID-19 em São Bartolomeu
Este artigo documenta os impactos da pandemia de COVID-19 na coletividade ultramarina de São Bartolomeu pode não incluir todas as principais respostas e medidas contemporâneas.

## Linha do tempo
Em 1 de março, São Bartolomeu confirmou o primeiro caso de COVID-19 no país, tratando-se de um morador do local cujos pais também testaram positivo em Ilha de São Martinho. No mesmo dia, mais 3 casos foram confirmados pelo Instituto Pasteur de Guadalupe. Dentre os confirmados, está um morador de São Bartolomeu e seus familiares.